# Charanal (Casitas)
Charanal es una localidad peruana ubicada en el distrito de Casitas, perteneciente a la provincia de Contralmirante Villar del departamento de Tumbes, al norte del Perú. 

## Ubicación
Charanal se ubica al sur de la provincia de Contralmirante Villar, en el distrito de Casitas, en el departamento de Tumbes.

## Demografía
En 2017 Charanal tenía una población de 14 habitantes.